# Europas maritima dag
Europas maritima dag är EU:s årliga konferens om den integrerade havspolitiken. Dagen arrangerades för första gången 2008 på Europeiska rådets, Europaparlamentets och Europeiska kommissionens initiativ. 2012 kommer konferensen att hållas i Göteborg, Sverige, mellan den 21 och 22 maj 2012. 
Europas maritima dag har tidigare hållits i Gdańsk (2011), Gijón (2010), Rom (2009) samt Bryssel (2008).

## Europas maritima dag 2012
Göteborg står som värd för Europas maritima dag 2012. Konferensen kommer att hållas i Eriksbergshallen i Eriksberg, vid det gamla skeppsvarvsområdet i centrala Göteborg. Arrangörer är DG Mare, Västra Götalandsregionen, Göteborgs stad samt det svenska näringsdepartementet. Bland konferensens talare finns kommissionär Maria Damanaki, den svenska miljöministern Lena Ek och den svenska infrastrukturministern Catharina Elmsäter-Svärd. 

Konferensen föregås den 20 maj av det publika evenemanget Europas maritima dag, som hålls i Göteborg för femte året i rad.